# Sima (Komori)
Sima je sedmi grad po veličini na Komorima i peti na otoku Anjouan. Ima 11.000 stanovnika.